# Попов, Николай Иванович (писатель)
Николай Иванович Попов — советский писатель. Автор шестнадцати книг прозы и стихов.

## Биография
Николай Попов родился в 1902 году во Ржеве Тверской губернии. Участвовал в качестве делегата во множестве писательских съездов. Участвовал в Великой Отечественной войне. Был награждён орденом Октябрьской революции.